# Dino Secco
Dino Secco (Bassano del Grappa, 8 dicembre 1952) è un politico italiano.

## Biografia
Aderisce a Forza Italia nel 1994, per poi confluire nel Popolo della Libertà.
Alle elezioni politiche del 2013 è candidato alla Camera dei Deputati, nelle liste del Popolo della Libertà nella circoscrizione Veneto 1, risultando il primo dei non eletti.
Il 16 novembre 2013, con la sospensione delle attività del Popolo della Libertà, aderisce a Forza Italia.
Diviene deputato il 27 aprile 2016, subentrando in seguito alla decadenza di Giancarlo Galan dalla carica di parlamentare. Ha fatto parte della Commissione Difesa.
Il 17 ottobre 2017 abbandona Forza Italia e passa al Gruppo misto, criticando fortemente la gestione del partito in Veneto.
Il 17 novembre 2017 aderisce al movimento Energie per l'Italia di Stefano Parisi.
Non è più ricandidato alle elezioni politiche del 2018. Successivamente al mandato parlamentare ha assunto la carica di presidente del consorzio turistico Vicenzaè.